# Noindex

HTML 로봇 메타 태그 중 noindex 값은 자동화 인터넷 봇이 웹 페이지의 색인(인덱스) 처리를 하지 못하도록 요청한다. 이 메타 태그를 사용하는 이유로는 로봇이 매우 큰 데이터베이스, 매우 변화가 많은 웹 페이지, 개발 중인 웹 페이지, 조금 더 비공개로 유지하기를 원하는 웹 페이지, 프린터/모바일 친화 버전의 페이지를 색인 처리하지 못하게 하는 일이 포함된다. 웹사이트 noindex 태그를 검사하는 책임은 검색 로봇의 개발자에게 부여되기 때문에 이 태그들은 무시되기도 한다. 또, noindex 태그를 해석하는 방식은 검색 엔진 회사마다 조금씩 다른 경우가 있다.

## 모든 문서의 noindex 처리
```
<
html
>

<
head
>

  
<
meta
 
name
=
"robots"
 
content
=
"noindex"
>

  
<
title
>
Don't index this page
</
title
>

</
head
>

```

메타 태크 콘텐츠의 이용 가능한 값은 다음과 같다: "none", "all", "index", "noindex", "nofollow", "follow". 값들의 조합 또한 가능한데, 예를 들면 다음과 같다:
```
<
meta
 
name
=
"robots"
 
content
=
"noindex, follow"
>

```

### 봇 특화 디렉티브
noindex 디렉티브는 메타 태그에 각기 다른 "name" 값을 지정함으로써 특정 봇에만 한정하여 제한시킬 수 있다.
이를테면, 구글 봇만 특정해서 차단하려면, 다음과 같이 지정한다:
```
<
meta
 
name
=
"googlebot"
 
content
=
"noindex"
>

```

야후의 봇을 차단하려면, 다음과 같이 지정한다:
```
<
meta
 
name
=
"slurp"
 
content
=
"noindex"
>

```

MSN의 봇을 차단하려면 다음을 지정한다:
```
<
meta
 
name
=
"msnbot"
 
content
=
"noindex"
>

```

### robots.txt 파일
robots.txt 파일을 사용하여 크롤링을 차단할 수 있다.

## 페이지 일부의 noindex 처리
이를테면 내비게이션 텍스트처럼 웹페이지의 일부분을 색인 처리하지 못하도록 배제시키는 것이 가능하다. 이를 위한 다양한 기법들이 있으며 조합하여 여러 개를 사용할 수 있다. 구글의 주 인덱싱 스파이더 구글봇은 이 기법들을 인식하는 것으로 확인되지는 않고 있다.

### <noindex> 태그
러시아의 검색 엔진 얀덱스는 태그 간 내용의 색인 처리를 방지하는 <noindex> 태그를 선보였다. 소스 코드 확인을 허용하기 위해, <!--noindex-->를 대신 사용할 수 있다:
```
<
p
>

이 텍스트는 색인 처리된다.

<
noindex
>
이 텍스트는 색인 처리되지 않는다.
</
noindex
>

<!--noindex-->
이 텍스트는 색인 처리되지 않는다.
<!--/noindex-->

</
p
>

```

Atomz를 포함한 다른 인덱싱 스파이더 또한 <noindex> 태그를 인식한다.

### 마이크로포맷
동일한 기능을 갖춘 2005년 마이크로포맷 초안 사양이 있다. 로봇 배제 프로파일은 HTML 태그의 class="robots-noindex"의 속성과 값을 찾는다:
```
<
p
>
이 텍스트는 색인 처리된다.
</
p
>

<
div
 
class
=
"robots-noindex"
>
이 텍스트는 색인 처리되지 않는다.
</
div
>

<
span
 
class
=
"robots-noindex"
>
이 텍스트는 색인 처리되지 않는다.
</
span
>

<
p
 
class
=
"robots-noindex"
>
이 텍스트는 색인 처리되지 않는다.
</
p
>

```

여러 값들을 조합하는 것도 가능한데, 이를테면 다음과 같다:
```
<
div
 
class
=
"robots-noindex robots-follow"
>
텍스트.
</
div
>

```

### 야후!
2007년, 야후!는 자사의 스파이더에 마이크로포맷과 비슷한 기능을 도입했다. 그러나 야후!의 스파이더는 class="robots-nocontent" 값과는 호환되지 않으며 다음의 값만 찾는다:
```
<
p
>
이 텍스트는 색인 처리된다.
</
p
>

<
div
 
class
=
"robots-nocontent"
>
이 텍스트는 색인 처리되지 않는다.
</
div
>

<
span
 
class
=
"robots-nocontent"
>
이 텍스트는 색인 처리되지 않는다.
</
span
>

<
p
 
class
=
"robots-nocontent"
>
이 텍스트는 색인 처리되지 않는다.
</
p
>

```

### 셰어포인트
셰어포인트 2010의 iFilter는 class="noindex"의 속성과 값이 있는 <div> 태그 내부의 내용을 배제시킨다. 내부 <div>는 내부적으로는 배제되지 않으나 변경된 상태일 수 있다. 속성이 <div> 이외의 태그에 적용될 수 있는지의 여부는 알려져 있지 않다.
```
<
p
>
이 텍스트는 색인 처리된다.
</
p
>

<
div
 
class
=
"noindex"
>
이 텍스트는 색인 처리되지 않는다.
</
div
>

```

### 구조화된 코멘트
구글 검색 어플라이언스는 구조화된 코멘트를 사용한다:
```
<
p
>

이 텍스트는 색인 처리된다.

<!--googleoff: all-->

이 텍스트는 색인 처리되지 않는다.

<!--googleon: all-->

</
p
>

```

다른 인덱싱 스파이더는 자신만의 구조화된 코멘트를 사용한다.

## 같이 보기
- nofollow 링크 속성
- 로봇 배제 표준